# مهرجان كابورغ السينمائي

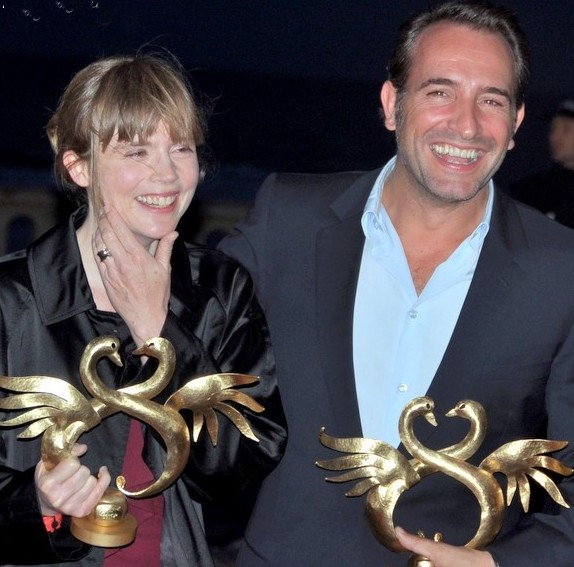
إيزابيل كاريه وجون دوجردان يحملان جائزة «البجعة الذهبية» لأفضل ممثلة وأفضل ممثل في مهرجان كابورغ 2011.

مهرجان كابورغ السينمائي هو مهرجان فني سينمائي يقام كل عام في شهر يونيو في منتجع نورماندي الساحلي. تم تأسيس هذا المهرجان من قبل غونزاغو سان بري عام 1983. وتسمى الجائزة الممنوحة خلال المهرجان باسم البجعة الذهبية (Golden Swann) في إشارة إلى رواية الأديب الفرنسي مارسيل بروست. ويتم إعداد الجائزة المصممة بحرفية على شكل تمثال لبجعتين متشابكتين يتلامس منقاريهما بناء على شراكة مع ورشة عمل دار عملة باريس.
وخلال فقرة الأيام الرومانسية، تمنح لجنة التحكيم المكونة من شخصيات من عالم السينما «الجائزة الكبرى لمهرجان كابورغ السينمائي» لأفضل فيلم طويل لم يتم عرضه بفرنسا، ومنذ عام 2005 تم إحداث لجنة تحكيم مكونة من طلاب المدارس الثانوية من منطقة باس نورماندي لمنح «جائزة الشباب»، كما توجد لجنة تحكيم مكونة من شخصيات سينمائية، ومحترفي صناعة السينمائية التقنية والنقاد لمنح الجوائز هن الأفلام القصيرة، وأخيرا، يتم منح جائزة الجمهور من قبل المشاهدين الذين شاهدوا الأفلام خلال فقرة بانوراما.

## روابط خارجية
- مهرجان كابورغ السينمائي على موقع IMDb (الإنجليزية)